# Dihammaphora ibirajarai
Dihammaphora ibirajarai là một loài bọ cánh cứng trong họ Cerambycidae.